# Дівчина і п'ятеро чоловіків
«Дівчина і п'ятеро чоловіків»  (англ. Piper Perri Surrounded — «Пайпер Перрі в оточенні», також іноді «(Біла) Дівчина і п'ять негрів») — інтернет-мем, що є знімком з порнофільму в жанрі генг-бенг «Orgy Is the New Black», де порноакторка Пайпер Перрі сидить на дивані, а за нею стоять 5 чорношкірих порноакторів. Зазвичай Перрі уособлюється як людина, а п'ятеро чоловіків як її проблеми, які завжди перемагають.

## Історія
9 жовтня 2015 на сайті colette.com було опубліковано відео «Orgy Is the New Black». Це порнофільм, в якому Пайпер Перрі здійснює статеві акти з п'ятьма чорношкірими чоловіками. Тема фільму є похідною від популярного шоу Netflix «Оранжевий — хіт сезону», в якому біла жінка Пайпер Чепмен перебуває в жіночій в'язниці.
29 січня 2016 анонімний користувач соціальної мережі 9GAG опублікував зображення з відео, на якому Перрі сидить перед п'ятьма чоловіками. На зображенні написано «Моє фінансове становище у двох словах», п'ятеро чоловіків з написами «Студентський кредит», «Ділове життя», «Рахунки», «Оренда» та «Банківський рахунок», Перрі позначено — «Я». Після цього зображення отримало багато інших варіантів. Іноді люди знаходили подібність на різних фотографіях із цим зображенням.
Мем з блондинкою в оточенні п'яти чорношкірих партнерів отримав несподіваний розвиток, перетворившись на метамем: з другої половини 2018 року його почали поширювати у вигляді різноманітних картинок, які включають зображення одного білого та п'яти об'єктів темних кольорів (зазвичай, чорного), дуже далеких від початкового змісту. Надалі почало змінюватися і кількість об'єктів, причому як білих, так і темних. Влітку 2018 мем знову став вірусним.